# Villeneuve-sur-Lot
Villeneuve-sur-Lot – miejscowość i gmina we Francji, w regionie Nowa Akwitania, w departamencie Lot i Garonna. W 2013 roku populacja gminy wynosiła 24 481 mieszkańców. Przez teren gminy przepływa rzeka Lot.
Gmina Villeneuve-sur-Lot sąsiaduje z Bias, Pujols i La Sauvetat-sur-Lède. Miejscowość znajduje się w odległości 24 km na północny wschód od Agen – jednego z większych miast w pobliżu.

## Współpraca
- Ávila, Hiszpania
- Bouaké, Wybrzeże Kości Słoniowej
- Neustadt bei Coburg, Niemcy
- San Donà di Piave, Włochy
- Troon, Szkocja